# Darnley Lime Works Tramway and Mineral Railway
| Darnley Quarry, 1959 |                     |                                                |                                      |
| Darnley Lime Works, 1898 Darnsley Mill und Darnsley Lime & Fireclay Works, 1915 |                     |                                                |                                      |
| Spurweite: | 610 mm (2-Fuß-Spur) |                                                |                                      |
| |                     |                                                |                                      |
| \| \| \| Bahnstrecke Glasgow Central–Neilston \| \| \| \| \| \| \| \| \| \| Quarry um 1898 \| \| \| \| \| Darnley Lime Works \| \| \| \| \| \| \| \| \| \| Darnley Fire Clay Mine \| \| \| \| \| Darnley Quarry \| \| \| \| \| \| \| \| \| \| Blau: Tramway mit 610 mm Spurweite \| \| \| \| \| Rot: Mineral Railway mit unbekannter Spurweite \| \| |                     |                                                |                                      |
| Bahnhof quer |                     | Bahnstrecke Glasgow Central–Neilston           | Bahnstrecke Glasgow Central–Neilston |
| Haltepunkt / Haltestelle Streckenanfang (Strecke außer Betrieb) |                     |                                                |                                      |
| Strecke (außer Betrieb) · U-Bahn-Haltepunkt / Haltestelle Streckenanfang (Strecke außer Betrieb) |                     | Quarry um 1898                                 | Quarry um 1898                       |
| Bahnhof (Strecke außer Betrieb) · U-Bahn-Kopfbahnhof Streckenende (Strecke außer Betrieb) |                     | Darnley Lime Works                             | Darnley Lime Works                   |
| Abzweig geradeaus und nach links (Strecke außer Betrieb) · Strecke von rechts (außer Betrieb) |                     |                                                |                                      |
| Haltepunkt / Haltestelle Streckenende (Strecke außer Betrieb) · Strecke (außer Betrieb) |                     | Darnley Fire Clay Mine                         | Darnley Fire Clay Mine               |
| Haltepunkt / Haltestelle Streckenende (Strecke außer Betrieb) |                     | Darnley Quarry                                 | Darnley Quarry                       |
| |                     |                                                |                                      |
| |                     | Blau: Tramway mit 610 mm Spurweite             |                                      |
| |                     | Rot: Mineral Railway mit unbekannter Spurweite |                                      |

Die Darnley Lime Works Tramway and Mineral Railway waren eine Feldbahn und eine Werksbahn im heutigen Dams to Darnley Country Park in Renfrewshire, 9,7 km südwestlich von Glasgow, die nacheinander mindestens von 1898 bis 1959 betrieben wurden.

## Geschichte

### Erste Bergwerke
In der Gegend von Darnley wird bereits seit 1610 Bergbau betrieben, wie durch einen Pachtvertrag zwischen Sir John Maxwell, John Hall und George Stephenson in den Pollock-Estate-Papers belegt ist. Darin erwarb Stevenson die Rechte für den Abbau von Kalkstein bei Over Darnley. Bereits 1615 wurde Kohle abgebaut, wie ein Vertrag zwischen Sir John Maxwell und Robert Milne vom April 1615 belegt.
Alte Karten zeigen, wie umfangreich der Bergbau an verschiedenen Stellen in diesem Gebiet war. Eine Karte von John Ainslie von 1800 zeigt Kalksteinbrüche in der Nähe der Darnley Mill auf der Ostseite des Brock Burn und zwei oberhalb von Upper Darnley.

### Tramway
Die zweite Auflage der Ordnance Survey Map (1896–1899) zeigt den von Ainslie aufgenommenen Steinbruch an der Stelle der heutigen Anschlussstelle Nr. 3 der M77, von dem aus der Kalk mit einer Tramway genannten Feldbahn mit der Spurweite 610 mm  zu den Darnley Lime Works genannten Kalkbrennöfen auf der Ostseite des Brock Burn transportiert wurde, die etwas südlich des heutigen World-Buffet-Restaurants an der Einmündung der Corselet Road in die Nitshill Road standen.

### Mineral Railway
Die vermutlich normalspurige, Mineral Railway genannte Werksbahn, die auch schon auf der Karte von Ainslie eingezeichnet wurde, führte vom Kalkwerk nach Süden zu den Steinbrüchen südlich des heutigen Southpark Village. Es gab noch einen weiteren Steinbruch, westlich der Stelle, an der der Aurs Burn in den Brock Burn übergeht.
Die Karte von 1914–1915 zeigt eine enorme Zunahme der Bergbau- und Steinbruchaktivitäten innerhalb des Gebietes. Auf der Westseite des Brock Burn sind verschiedene Feldbahnen zu sehen, die von der Waulkmill Mine im Waulkmill Glen zu den Zementwerken nördlich der North Brae Farm. Die Steinbrüche südlich von Southpark Village werden zu dieser Zeit als Darnley Fireclay Mine bezeichnet und die Kalkwerke heißen nun Darnley Lime and Fireclay Works.

### Schamotte
Die Fire Clay genannten Schamotte lagen in bis zu zwei Meter dicken Flözen unter dem Kalkstein und wurden zu verschiedenen Zeiten, insbesondere um 1900, abgebaut. Große Schamotteöfen stellten Ziegel, Rohre und Sanitärprodukte her. Die Tramway genannte Feldbahn scheint außer Betrieb genommen worden zu sein, da der Steinbruch, dem sie einst diente, auf der Karte als alter Steinbruch erfasst ist. Ende der 1930er Jahre war die Darnley Fireclay Mine als Upper Darnley Quarry bekannt und die Kalkhütten in Darnley als Arden Lime Works.

### Kalkstein
Während ein Teil des Kalksteins im achtzehnten Jahrhundert als Düngekalk für die Bodenverbesserung in der Landwirtschaft verwendet wurde, wurde der Darnley-Kalk hauptsächlich für Herstellung von Ziegelsteinen für die Errichtung von Wohngebäuden, zum Beispiel auf dem Williamwood Estate, verwendet. Andere, spätere Anwendungen umfassten den Straßenbau und da seine Abdichtungseigenschaften anerkannt wurden, wurde er häufiger eingesetzt. Der Kalk wurde ins ganze Land verschickt und wurde zu einem der beliebtesten Baumaterialien in Großbritannien, das bis in die 1950er Jahre in British Standards erschien.

### Deponie und Park
Der Bergbau wurde in dieser Gegend bis in die späten 1950er oder frühen 1960er Jahre betrieben. Anschließend wurden die alten Steinbrüche als Deponien benutzt. Die größte Deponie liegt östlich der Corselet Road, erstreckt sich aber auch westlich der Straße und über den Landschaftspark hinaus in Richtung des B&Q-Baumarkts. Die Bereiche, in denen das Land aufgefüllt wurde, erscheinen grob und hügelig, mit rauer, moosiger Vegetation. An einigen Stellen ist es zu offensichtlichen Absenkungen gekommen und es ragen Ablagerungen aus dem Boden einschließlich Ziegel, Metall und Bauschutt. Andernorts grenzt die Deponie an nicht aufgeschüttetes, qualitativ höherwertiges Land. Die Ränder, an denen das Land keiner Landschaftsgestaltung unterworfen wurde, sind im Dams to Darnley Country Park noch erkennbar.